# Petru Drăgan
Petru Drăgan (* 2. Februar 1932 in Jimbolia, Kreis Timiș; † 21. November 2007 in Timișoara, Rumänien) war ein rumänischer Urologe, Chirurg mit Verdiensten in der Nierentransplantation und Mitglied der Rumänischen Akademie.

## Beruflicher Werdegang
Petru Drăgan wurde 1932 in Jimbolia geboren. Nach dem Abitur am Nationalkolleg Constantin Diaconovici Loga und dem Medizinstudium an der Medizinischen und Pharmazeutischen Universität Victor Babeș in Timișoara kam er 1959 an die „Urologische Universitätsklinik“ in Timișoara, die im Begaspital untergebracht war, seit 1974 jedoch im Kreisklinikum für Notfallmedizin Timișoara untergebracht ist. Hier erfolgte die Ausbildung zum Facharzt der Urologie. Weitere Spezialisierungen erfolgten in Bukarest, am Panduri-Klinikum, wo er 1971 zum Doktor der Medizin promovierte.
Es folgte ein Stipendium der Fulbright Academy an der Medizinischen Fakultät der University of California, Los Angeles (1969–1970) und eines in Freiburg i. Br. an der Medizinischen Fakultät der Albert-Ludwigs-Universität Freiburg (1977). Nach seiner Rückkehr aus den Vereinigten Staaten führte er in der „Urologischen Klinik“ in Timișoara 15 neue chirurgische Interventionstechniken ein und setzte sich für die Einführung der „Endourologie“ ein.
Im Rahmen der medizinisch-technischen Assistenz, die Rumänien Liberia gewährte, weilte Petru Drăgan von  1975 bis 1976 in Monrovia, wo er Urologie lehrte und als Arzt praktizierte.
Den Höhepunkt seiner Karriere erreichte Petru Drăgan in den Jahren 1980–1981 mit der Nierentransplantation. Die 1980 durchgeführte Transplantation der Niere eines Lebendspenders war die erste dieser Art in Timișoara und die fünfte in Rumänien. 1981 gelang ihm mit der ersten Doppeltransplantation und der ersten Nierentransplantation von einem hirntoten Organspender eine Landespremiere. Die beiden erfolgreichen Transplantationen stellten eine erstrangige wissenschaftliche Leistung der Temeswarer chirurgischen Schule dar und begründeten Drăgans Reputation.
Petru Drăgan entfaltete auch eine reiche wissenschaftliche Tätigkeit, die ihren Niederschlag in etwa 150 veröffentlichten Arbeiten fand, wovon über 50 im Ausland erschienen sind. Hinzu kam seine jahrzehntelange Lehrtätigkeit am Medizinischen Institut in Temeswar. Seit 1987 war er Inhaber des Lehrstuhls für Urologie. 1972 wurde er zum Leiter der Urologischen Klinik ernannt, als Nachfolger von Alexander Branco Stefanovits.

## Mitgliedschaften
Petru Drăgan war Mitglied zahlreicher bedeutsamer nationaler und internationaler urologischen Gesellschaften:
- 1960–2007  Mitglied der Rumänischen Gesellschaft für Urologie
- 1973–2007 Mitglied der Internationalen Gesellschaft für Urologie
- 1971–1982 Mitglied der Europäischen Gesellschaft für klinische Untersuchungen
- 1981–2007 Mitglied der Balkanvereinigung für Medizin
- 1992–1998 Gründer und Vizepräsident der Rumänischen Gesellschaft für Endourologie
- 1994–1999 Präsident des Nationalen Prostataverbands
- 1995–2007 Mitglied der Europäischen Gesellschaft für Urologie
- 1996–2007 Mitglied der Rumänischen Akademie für Medizinwissenschaften

## Ehrungen
- 1996 Ehrenbürger seiner Heimatstadt Jimbolia
- 2000 Nationaler Verdienstorden im Range eines Großoffiziers von Rumänien
- 2001 Ehrenbürger der Stadt Timișoara

Petru Drăgan verstarb Ende 2007 in Timișoara und wurde in Jimbolia beigesetzt.